# Доктрина
Доктри́на (лат. doctrina — «учение, наука, обучение, образованность») —  философская, политическая либо правовая теория, религиозная концепция, учение, система воззрений, руководящий теоретический или политический принцип.
При схожести лексического значения с понятиями «концепция», «теория», доктрина имеет коннотации некоторой схоластичности и догматичности.

## На Востоке
На Востоке используется понятие-иероглиф 教 — кит. цзяо, яп. кё: , кор. гё — что соответствует понятию «доктрина» в широком смысле от религиозных учений до нравственно-философских доктрин. Примеры: оомото-кё, Аум синрикё, бук-кё (буддизм), дао-цзяо (даосизм), ю-гё (конфуцианство), и т. д.

## Доктрина как источник права
По общему правилу любая доктрина делится на официальную, создаваемую на национальном уровне или наднациональном (экспертные заключения, приведённые выше), и научную, создаваемую в университетах и иных профессорских объединениях.
Изначально доктрина являлась единственным источником международного публичного права, она выражалась в трудах Гуго Гроция и других юристов, обосновывающих существование международного права с точки зрения естественно-правовой школы. Развитие позитивизма привело в конечном итоге к упадку доктрины, а затем — к переосмыслению роли доктрины в праве. В настоящее время в международном публичном праве доктрина является субсидиарным источником права, применение которого возможно лишь в особых обстоятельствах.
Международное, частное право, также признаёт доктрину в качестве источника права.
В национальном праве роль доктрины зависит от особенностей правовой системы, и национальной культуры. В России доктрина в качестве источника российского права официально не признаётся, однако фактически им является.
В научной литературе по поводу признания за юридической доктриной статуса источника права нередко высказываются полностью противоположные точки зрения, и единого мнения по данному вопросу в российской науке нет.
В настоящее время ссылки на труды выдающихся юристов встречаются в судебных решениях, но скорее в качестве дополнительной аргументации. Роль правовой доктрины проявляется в создании конструкций, понятий, определений, которыми пользуется правотворческий орган.
Судьи высших или международных судов, выражая своё особое мнение, зачастую ссылаются на труды известных правоведов. А в судебные заседания приглашают учёных-юристов для дачи экспертных заключений.
Международный трибунал ООН по морскому праву, в частности, рассмотрел дело «О рыболовном судне „Волга“» (Российская Федерация против Австралии, 2002 г.). В особом мнении заместителя председателя Будислава Вукаса можно найти отсылки к трудам видных теоретиков международного права Рене-Жана Дюпюи и Арвида Пардо.
Доктрина Европейского союза — понятие условное, представляющее собой совокупность теоретических представлений о целях, принципах и правовых формах европейской интеграции.
Традиционно «…в государствах доктрина складывается из профессиональных представлений признанных авторитетов в области национального права и, как правило, формируется в течение многих десятилетий, то в процессе формирования европейской правовой системы функцию доктрины сегодня выполняют экспертные заключения ведущих европейских специалистов, приглашаемых в комиссии ЕС, с целью анализа действующего законодательства и подготовки рекомендаций для определения принципов и содержания новых актов ЕС».

## Доктрина в мусульманском праве
Особое значение доктрины для развития мусульманского права объясняется не только наличием множества пробелов, но и противоречивостью Корана и сунны. Считается, что большинство содержащихся в них норм имеет божественное происхождение, а значит вечны и неизменны. Поэтому они не могут быть просто отброшены и заменены нормативно-правовыми актами государства. В этих условиях мусульманские правоведы опираясь на основополагающие источники трактуют их и формируют решение, подлежащее применению в сложившейся ситуации.
Если в VII—VIII вв. источниками мусульманского права действительно выступали Коран и сунна, а также иджма и «высказывания сподвижников», то, начиная с IX—X вв., эта роль постепенно перешла к доктрине. По существу прекращение иджтихада означало канонизацию выводов основных школ мусульманского права, сложившихся к середине XI в.
Доктринальная разработка мусульманского права, затрудняя его систематизацию, вместе с тем придавала ему известную гибкость и возможность развиваться. Современную мусульманско-правовую доктрину как источник права следует рассматривать в нескольких аспектах. В ряде стран (Саудовская Аравия, Оман, некоторые княжества Персидского залива) она продолжает играть роль формального источника права, в других (Египет, Турция, Марокко) — допускается субсидиарное использование мусульманского права при наличии пробелов в государственных нормативных правовых актах.